# Callambulyx junonia
Callambulyx junonia is een vlinder uit de familie van de pijlstaarten (Sphingidae). De wetenschappelijke naam van de soort werd in 1881 gepubliceerd door Arthur Gardiner Butler.